# سگا مگا سی‌دی
سگا مگا سی‌دی که در ژاپن به مگا سی‌دی و در آمریکای شمالی به سگا سی‌دی مشهور است، نام یک افزونه برای کنسول بازی سگا مگا درایو است که توسط شرکت سگا و در مناطقی چون اروپا، استرالیا، ژاپن، نیوزیلند و آمریکای شمالی عرضه شد. این افزونه با نصب بر روی کنسول مگادرایو، کاربر را قادر می‌ساخت تا امکان استفاده از لوح فشرده بر روی این کنسول نسل چهارمی فراهم گشته و قابلیت انجام بازی‌های منتشر شده بر روی لوح فشرده، در مگا درایو نیز فراهم گردد. این افزونه سخت‌افزاری افزون برآنکه به کاربر امکان می‌داد تا از بازی‌های قابل پشتیبانی کنسول در لوح فشرده استفاده کند، توانایی پخش و پشتیبانی از لوح‌های فشرده دارای موسیقی و CD+G را نیز داشت.

ساخت و توسعه این افزونه در ابتدا بدون اطلاع‌رسانی قبلی انجام شد و اخباری مبنی بر فعالیت شرکت برای ساخت این افزونه منتشر نشد، تا آن‌که این افزونه در نمایشگاه اسباب‌بازی توکیو در ژاپن به نمایش درآمد.